# Impedanciaillesztés
Impedanciaillesztésnek nevezik az elektronikában azt az eljárást, amely során egy elektromos feszültségforrás kimenő impedanciáját, vagy az elektromos terhelés bemenő impedanciáját kiválasztják. A választás szempontjai az alkalmazástól függnek, de általában a fő szempont az átadott elektromos teljesítmény maximalizálása, illetve a veszteségek és a visszaverődés minimalizálása. 
Az impedanciaillesztés a nagyfrekvenciás villamosmérnöki gyakorlat gyakran alkalmazott módszere, amelyet főként a ki- és bemenő impedanciák szabványosításával (pl. egységesen 50 vagy 75 Ω-os eszközök alkalmazásával) valósítanak meg, bár egyes alkalmazások megkövetelik a szabványoktól való eltérést. Azon esetekben, amikor a maximális teljesítmény átadása a cél, az impedanciaillesztés a maximálisteljesítmény-átviteli tétel szerinti optimumot valósítja meg.
Bár az impedanciaillesztés elméletét először villamosmérnöki alkalmazások számára alkották meg, valójában a koncepció más, nem elektromos rendszerekre alkalmazható, amelyben valamilyen (pl. akusztikus, mechanikai, termikus, mágneses stb.) energia terjed egy forrásból egy terhelés felé.

## Elmélete
Az impedancia általánosságban a vizsgált fizikai rendszer ellenállása valamilyen energia továbbítására. Bár a fogalom más jellegű (pl. akusztikus, mechanikai, termikus, mágneses stb.) energiák terjedésére is alkalmazható, az alábbiakban az elektromos rendszerek impedanciaillesztéséről lesz szó.
Az elektromos impedancia ({\displaystyle Z}) komplex kifejezés, amely valós ellenállásból ({\displaystyle R_{\mathrm {h} }}) és tisztán képzetes reaktanciából ({\displaystyle X}) áll, amelyek mindegyikének mértékegysége Ω:
{\displaystyle Z=R_{\mathrm {h} }+iX}.
Az elektronikai alkalmazások egy részében, jellemzően alacsony frekvencián a reaktanciának nincs nagy jelentősége, ekkor az impedancia egyedül a valós ellenállással jellemezhető. 

### Maximális teljesítményátvitel

Feszültségforrás és terhelés

Ha a gyakorlati alkalmazás azt kívánja meg, hogy a feszültségforrás és a terhelés közötti energiatovábbítás teljesítménye maximális legyen, akkor a maximálisteljesítmény-átviteli tételnek megfelelően kell az impedanciákat megválasztani.
A {\displaystyle U_{\mathrm {S} }} feszültséggel jellemezhető feszültséggenerátor {\displaystyle Z_{\mathrm {S} }}kimenő impedanciáját adott értékűnek véve a kérdés tehát az, hogy a terhelés {\displaystyle Z_{\mathrm {L} }} impedanciáját hogyan kell megválasztanunk a maximális teljesítmény eléréséhez. 
Az egyszerű leírás kedvéért tekintsük az impedanciák {\displaystyle R_{\mathrm {S} },R_{\mathrm {L} }} valós részeit. A forrásról a terhelés felé terjedő elektromos energia teljesítményét az alábbi kifejezéssel írhatjuk le:
{\displaystyle P=R_{\mathrm {L} }\cdot I^{2}=R_{\mathrm {L} }\cdot {\frac {U_{\mathrm {S} }^{2}}{(R_{\mathrm {S} }+R_{\mathrm {L} })^{2}}}}.
Azt az {\displaystyle R_{\mathrm {L} }} terhelési ellenállást keressük, amelynél az átadott {\displaystyle P} teljesítmény maximális:
{\displaystyle {\frac {dP}{dR_{\mathrm {L} }}}=U_{\mathrm {S} }^{2}\cdot {\frac {\left(R_{\mathrm {L} }+R_{\mathrm {S} }\right)^{2}-2R_{\mathrm {L} }\cdot \left(R_{\mathrm {L} }+R_{\mathrm {S} }\right)}{(R_{\mathrm {S} }+R_{\mathrm {L} })^{4}}}=U_{\mathrm {S} }^{2}\cdot {\frac {R_{\mathrm {S} }-R_{\mathrm {L} }}{\left(R_{\mathrm {S} }+R_{\mathrm {L} }\right)^{3}}}=0}
A maximális teljesítmény a fenti összefüggés alapján {\displaystyle R_{\mathrm {S} }=R_{\mathrm {L} }} esetben jelentkezik, azaz amikor a terhelés bemenő impedanciája megegyezik a feszültségforrás kimenő impedanciájával. Ekkor a teljesítmény:
{\displaystyle P_{\mathrm {max} }=R_{\mathrm {S} }\cdot {\frac {U_{\mathrm {S} }^{2}}{(R_{\mathrm {S} }+R_{\mathrm {S} })^{2}}}={\frac {U_{\mathrm {S} }^{2}}{4R_{\mathrm {S} }}}}.
Tisztán valós (azaz csak ohmikus tagot tartalmazó) impedanciák esetén a visszaverésmentes illesztés megegyezik a maximális teljesítményt átvivő illesztéssel.
Komplex {\displaystyle Z_{\mathrm {S} },Z_{\mathrm {L} }} impedanciák esetén a fentihez nagyon hasonló számítással arra következtethetünk, hogy maximális teljesítmény akkor jelentkezik, ha:
{\displaystyle Z_{\mathrm {L} }=Z_{\mathrm {S} }^{*}},
ahol a * művelet komplex konjugálást jelent. Ennek megfelelően ha a forrás vagy a terhelés komplex tagot tartalmaz (azaz ha bármelyikben kapacitív, vagy induktív jellegű ellenállástag található) akkor a másik komponenst ennek megfelelően is illeszteni kell. Például ha a forrás kimenő impedanciája induktív komplex tagot is tartalmaz, miközben a terhelés tisztán ohmikus, akkor az illesztéshez a terhelés bemenő ellenállásához egy azonos nagyságú, de ellentétes előjelű (azaz kapacitív) ellenállást kell hozzáadni.

### Az illesztés frekvenciafüggése
Egyszerű készülékekben, adott eszközfelépítésnél az impedanciacsatolás optimuma frekvenciafüggő lehet. Ezt az okozza, hogy a forrás és a terhelés oldalán található komplex ellenállású eszközöknek jellemzően más-más frekvenciafüggése van. Széles sávú alkalmazásokban tehát nem elegendő az egyszerű lezárások alkalmazása, összetettebb eszközöket kell alkalmazni.

## Fordítás
Ez a szócikk részben vagy egészben  az   Impedance matching című angol Wikipédia-szócikk ezen változatának fordításán alapul.  Az eredeti cikk szerkesztőit annak laptörténete sorolja fel. Ez a jelzés csupán a megfogalmazás eredetét és a szerzői jogokat jelzi, nem szolgál a cikkben szereplő információk forrásmegjelöléseként.

### Szakkönyvek
- Husi Géza. Válogatott fejezetek az elektrotechnikából, Digitális Tankönyvtár (2013)

### Tananyagok, ismeretterjesztő weblapok
- Az ElectronicDesign.com angol nyelvű, háromrészes, közérthető cikksorozata az impedanciaillesztésről:
  - Alapkoncepció, alkalmazás, tápvonalak; Back to Basics: Impedance Matching (Part 1) (angol nyelven). Electronic Design, 2011. október 24. (Hozzáférés: 2019. augusztus 8.)
  - LC-áramkörök; Back to Basics: Impedance Matching (Part 2) (angol nyelven). Electronic Design, 2012. március 1. (Hozzáférés: 2019. augusztus 8.)
  - Back to Basics: Impedance Matching (Part 3) (angol nyelven). Electronic Design, 2012. március 15. (Hozzáférés: 2019. augusztus 8.)